# Troc.com
Vous pouvez aider à l'améliorer ou bien discuter des problèmes sur sa page de discussion.
- Il ne cite pas suffisamment ses sources. Vous pouvez indiquer les passages à sourcer avec {{référence nécessaire}} ou {{Référence souhaitée}}, et inclure les références utiles en les liant aux notes de bas de page. (Marqué depuis juin 2019)

- Archive Wikiwix
- Bing
- Cairn
- DuckDuckGo
- E. Universalis
- Gallica
- Google
- G. Books
- G. News
- G. Scholar
- Persée
- Qwant
- (zh) Baidu
- (ru) Yandex
- (wd) trouver des œuvres sur Wikidata

Troc.com est un réseau de franchise créé par Jean-Pierre Boudier en 1982 sur le concept du dépôt-vente. Le premier magasin est ouvert en 1982, sur l'Ile de Piot à Avignon, sous le nom Troc de l'Ile.

## Description
Avec 106 magasins, majoritairement en France mais aussi Suisse, Belgique, Espagne, Luxembourg, Allemagne, l'enseigne Troc.com est le leader européen de l'occasion[réf. nécessaire]. Les biens proposés en magasin sont également disponibles sur le site qui reçoit 5 millions de visiteurs et vend 300 000 produits par an. Troc.com dispose d'une stratégie multi-canal entre les magasins physiques, les magasins virtuels sur internet, le site de petites annonces.
Baptisé « Au Troc de L’île », le premier magasin a ouvert en 1982 à Avignon. En 2007, l'enseigne « Au Troc de L’île » devient Troc.com ; le site internet est lancé la même année.
Valorisant le développement durable avec des services tels que le relooking de meubles, l’enlèvement à domicile, et le vide-maison, Troc.com se veut être un ambassadeur de l’économie circulaire. L'entreprise est présente dans six pays européens (France, Belgique, Suisse, Espagne, Luxembourg, Allemagne), avec une centaine de points de vente.
Troc de l'Ile est cotée en bourse de Paris. En avril 2019, Happy Cash rachète la société Troc.com. Pascal Lebert, PDG d'Happy Cash crée ainsi le plus grand réseau de la seconde main d'Europe.